# Călin Cătălin Chiriță
Călin Cătălin Chiriță (n. 18 decembrie, 1954, Dănceu, județul Mehedinți) este un inginer român, absolvent al Institutului Politehnic din București, Facultatea de Tehnologia Construcției de Mașini, politician, fost primar în sectorul 5, București între 1996-2000 din partea PNȚ-CD și viceprimar în Primăria Municipiului București în perioada 2000-2004.

## Vezi și
- Lista primarilor sectoarelor bucureștene aleși după 1989